# 奥尔梅莱
奥尔梅莱（義大利語：Ormelle），是意大利威尼托大区特雷维索省的一个市镇。总面积18平方公里，人口4502人，人口密度250.1人/平方公里（2009年）。国家统计（ISTAT）代码为026052。